# Goldbulle von Eger
In der Goldbulle von Eger vom 12. Juli 1213 erkannte König Friedrich II. den Bischöfen im römisch-deutschen Reich die freie Bischofswahl zu, verzichtete auf das Spolien- und Regalienrecht des Königs und überließ ihnen die freie Entscheidung bei den Nachfolgebestimmungen beim Tode eines Bischofs.
Darüber hinaus erhielt Innozenz III. Territorien in Mittelitalien, die ihm bereits Otto IV. versprochen hatte, und dem deutschen Klerus wurde das Recht der freien Appellation an den Papst eingeräumt. Zusätzlich verpflichtete Friedrich sich, Hilfe bei der Häretikerverfolgung zu leisten.
Die Goldbulle von Eger stellt die Gegenleistung Friedrichs II. dafür dar, dass Innozenz III. ihn beim Kampf gegen Otto IV. unterstützt hatte und nach dem Fall des Welfen dafür sorgte, dass Friedrich im gesamten Reichsgebiet anerkannt wurde.
Das Abkommen entfaltete eine langfristige Wirkung, indem es die letzte größere territoriale Veränderung des Kirchenstaates im Mittelalter und der frühen Neuzeit darstellte. Darüber hinaus löste sie die Reichskirche endgültig von Herrschaftsansprüchen des Kaisers.